# ورما
ورما (نروژی: Vorma) رودخانه‌ای در نروژ است که آب را از دریاچه میوسا به رودخانه گلوما می‌آورد. ورما ۳۰ کیلومتر (۱۹ مایل) طول دارد و از شهر ایدسوول می‌گذرد. ورما از دریاچه میوسا در روستای میننهسون جریان می‌یابد تا به گلوما در اورنس بپیوندد.
ورما به این دلیل نامگذاری شد که رودخانه‌ای «گرم» بود که هرگز یخ نمی‌زند، در حالی که گلوما و گودبراندسدالسلوگن به‌طور معمول یخ می‌زنند. محل اتصال ورما به گلوما در اورنس و نیس محل فوننهفس یک آبشار ۱۰ متری (۳۳ فوت) در گلوما است.